# Національний університет Ломас-де-Самора
Національний університет міста Ломас-де-Самора (ісп. Universidad Nacional de Lomas de Zamora, UNLZ) — аргентинський державний національний університет, розташований у місті Ломас-де-Самора, у провінції Буенос-Айрес. Університет займається науково-дослідною діяльністю і має понад 30 000 студентів. Він є одним з найважливіших навчальних закладів Великого Буенос-Айреса.
Університет має п'ять відділень:
- агрономічне
- економічне
- технічне
- школа права
- соціальних наук

Медіа-департамент університету, який є частиною школи соціальних наук, публікує InfoRegión, онлайн-періодичне видання Великого Буенос-Айреса.